# A Head Full of Dreams (nummer)
A Head Full of Dreams is een nummer van de Britse band Coldplay. Het nummer verscheen op hun gelijknamige album uit 2015. Op 19 augustus 2016 werd het nummer uitgebracht als de vierde single van het album.

## Achtergrond
A Head Full of Dreams is geschreven door alle bandleden en geproduceerd door Rik Simpson en Stargate. Het nummer werd opgenomen tijdens de sessies van hun zevende studioalbum, die uiteindelijk dezelfde naam zou dragen als het nummer. Het werd opgenomen in de studio's The Bakery en The Beehive in het noorden van Londen; deze studio's werden speciaal gebouwd voor de drie voorgaande albums van de band.
A Head Full of Dreams bereikte wereldwijd een aantal hitlijsten. In het Verenigd Koninkrijk kwam het niet verder dan plaats 173. In de Verenigde Staten kwam het enkel tot plaats 26 in de Hot Rock Songs-lijst. Het werd de grootste hit in IJsland met een tweede plaats. In Nederland was stond het nummer in de week van 19 december 2015, kort na de uitgave van het album, eenmalig in de Single Top 100 op plaats 60, terwijl in Vlaanderen enkel de tweede plaats van de "Bubbling Under"-lijst van de Ultratop 50 werd behaald.
Op 19 augustus 2016 werd de videoclip van A Head Full of Dreams uitgebracht, geregisseerd door James Marcus Haney. In de clip fietsen de bandleden door Mexico-Stad, waar zij optraden in het Foro Sol tijdens hun tournee ter promotie van het album. Aan het begin van de video is een toespraak van Charlie Chaplin uit de film The Great Dictator uit 1940 te horen. Het nummer werd live ten gehore gebracht als de opening van alle concerten tijdens de tournee.

## NPO Radio 2 Top 2000
| Nummer met noteringen in de NPO Radio 2 Top 2000 | '18  | '19  | '20  | '21-'23 | '24  |
| ------------------------------------------------ | ---- | ---- | ---- | ------- | ---- |
| A Head Full of Dreams                            | 1526 | 1569 | 1743 | -       | 1843 |

1. ↑  Een '-' betekent dat het nummer niet was genoteerd en een vetgedrukt getal geeft de hoogste notering aan.
2. ↑  2018 was het eerste jaar met een notering voor dit nummer.